# Temnothorax qiufen
Temnothorax qiufen (лат.) — вид мелких муравьёв рода Temnothorax из подсемейства мирмицины (Formicidae). Встречается в Китае.

## Этимология
Видовое название T. qiufen происходит от слова «Qiūfēn» (秋分, «цюфэн», «осеннее равноденствие»), обозначающего один из 24 сроков (знаков зодиака) традиционного Китайского солнечного календаря (знак Весы, с 23 сентября октября).

## Распространение
Китай: провинции Sichuan, Qinghai.

## Описание
Мелкие муравьи (менее 3 мм), основная окраска тела черновато-коричневая. Новый вид сходен с T. xiaohan, но отличается тем, что у нового вида вершины скапуса усика доходят до заднего края головы, дорсум мезосомы прямой в положении метанотальной бороздки, бока мезосомы мелко сетчатые, цвет тела коричневато-чёрный, голова и брюшко чёрные; у T. xiaohan вершины скапусов усиков превосходят задний край головы, дорсум мезосомы слабо вогнут в положении метанотальной бороздки, бока мезосомы крупно сетчатые, цвет тела красновато-коричневый, голова и брюшко коричнево-чёрные. Новый вид также сходен с T. lidong, но отличается тем, что у нового вида проподеальные шипы короче, чем наклонная поверхность при виде сбоку, петиолярный узел асимметричный с прямо отогнутым переднебоковым углом, стороны мезосомы крупно сетчатые, цвет тела черновато-коричневый; у T. lidong проподеальные шипы длиннее, чем наклонная поверхность при виде сбоку, петиолярный узел симметричный с узко закруглённым дорсумом, стороны мезосомы мелко сетчатые, цвет тела чёрный. Заднегрудь угловатая, с короткими проподеальными шипиками. Грудь и голова сверху с морщинками, профиль ровный, без промезонотального и метанотального шва. Брюшко гладкое и блестящее. Усики 12-члениковые. Вид был впервые описан в 2024 году китайскими мирмекологами Yu-Han Qian и Zheng-Hui Xu (Southwest Forestry University, Куньмин, Юньнань) по типовым материалам из Китая.

### Комментарии
1. ↑  В западном календаре это соответствует первой половине зодиакального знака Весы (с 23 сентября), а в переводе означает «осеннее равноденствие». Второй половине соответствует hanlu и назван вид Temnothorax hanlu.